# The Lennerockers
 The Lennerockers waren eine deutsche Band aus Hagen-Hohenlimburg.
Die Band wurde dem Rockabilly und Rock ’n’ Roll zugerechnet. In den 32 Jahren ihres Bestehens absolvierten sie über 2250 Auftritte und verkauften über 55.000 Tonträger.

## Geschichte
Gegründet wurden The Lennerockers Anfang Februar 1984 von Michael Ele Koch, Frank Butgereit, Stefan Koch, Dieter Korth und Michael Schott, die sich alle bereits seit den Grundschultagen kennen. Bereits am 24. Februar 1984 gaben sie ihr erstes Konzert. Željko „Subo“ Subotic kam im Januar 1992 nach dem Weggang von Schlagzeuger Michael Schott hinzu und blieb bis Dezember 2006. Seit Januar 2007 ist Dirk „Magic“ Mankel Stammdrummer der Hohenlimburger Band. Seit dem Jahreswechsel 2010/11 wurde der Kontrabass nach Didis Austritt zunächst von Chuck Shoker und ab August 2014 von Tieftonspezialist Chad Hawkins gespielt, erklommen und anderweitig zweckentfremdet. Als der aus Louisiana stammende Wahlkölner, Ex-Bassmann der Silverettes, jedoch in seine Heimat zurückkehrt, schlägt er den aus Duisburg stammenden Claus Coxx vor, der sowohl Band als auch Fangemeinde sofort überzeugt und seit November 2015 zur Stammbesetzung gehörte.
Inspiriert durch die damalige Zeit des Rock ’n’ Roll mit ihren großen Idolen Bill Haley, Jerry Lee Lewis, Brian Setzer, Johnny Cash, Stray Cats und vielen anderen spielen The Lennerockers teilweise Coversongs, jedoch stammen die meisten Stücke von ihnen selbst.
Die Lennerockers stehen im Guinness-Buch der Rekorde mit dem Eintrag „das höchste Konzert – Flughöhe 11.948,16 Meter“, das sie in einer eigens gecharterten Maschine während einer Fanreise nach Mallorca absolvierten.
Für das tiefste Rock-’n’-Roll-Konzert in der Musikgeschichte sind sie ebenfalls verantwortlich: 502 Meter unter Tage in dem Erlebnis-Bergwerk Merkers im Thüringer Wald bei Eisenach.
2011 unterschrieb die Band ihren ersten Plattenvertrag, bei dem Hamburger Label AGR Television Records, und veröffentlichte am 25. November 2011 ihr erstes Best-Of-Album mit dem Titel High Class Lady – Best of The Lennerockers, mit 17 der beliebtesten Songs der Band und drei neuen Kompositionen.
2013 hat die Band ein neues Album aufgenommen. Rustin’ and Rollin’ heißt das Album, das im Oktober 2013 erschien. Das Album hat 14 Titel, davon neun Eigenkompositionen sowie fünf Cover-Versionen, die die Band seit Jahren auf der Bühne spielt.
Im Februar 2016 gab die Band ihre Auflösung zum Jahresende nebst dem obligatorischen Abschiedskonzert bekannt.

## Aufspaltung
Nach der Auflösung der Lennerockers bildeten deren Musiker zwei neue Bands.
Der ehemalige Frontmann Michael „Ele“ Koch und sein Bruder Stefan „Teddy“ Koch formten zusammen mit Claus Coxx die neue Formation Lenne Brothers Band.
Frank „Butti“ Butgereit und Dirk Mankel bildeten die LenneRockets.
Bei beiden Bands kamen weitere Musiker noch hinzu.

## Diskografie

### Singles
- 1987: Burn Out / As Trivial as True

### Alben
- 1986: Keep Cool
- 1988: Move Your Feet
- 1991: Rebels of Nowadays
- 1992: ...And Friends Vol.1
- 1993: Live on Stage
- 1995: Wild Wild Wild
- 1997: ...And Friends Vol.2
- 1999: Early Days Vol.1
- 1999: Early Days Vol.2
- 2000: Simply Beautiful
- 2002: Rebels & More
- 2004: Live in Berlin
- 2006: Far From the Charts
- 2009: The Quarter
- 2011: High Class Lady – Best of The Lennerockers
- 2013: Rustin’ and Rollin’
- 2016: Wild Live

### Video und DVD
- 1996: Live im Ischeland-Stadion
- 2005: Rockin’ on a Sea Cruise
- 2005: Now & Then
- 2007: Wild West Rockabilly Special